# Émery Fleury
Émery Fleury (Saint-Léonard-d'Aston, 10 février 1901 - Trois-Rivières, 16 octobre 1975) est un homme politique et un cultivateur québécois.

## Biographie
Né à Saint-Léonard-d'Aston, il fit ses études au séminaire de Nicolet et à l'Institut agricole d'Oka. Devenu cultivateur dans son village natal, il fut promoteur de l'industrie laitière locale.
À l'élection de 1936, il est élu député unioniste dans Nicolet. Il fut défait par son adversaire en 1939, mais il a été réélu à l'élection suivante en 1944 et 1948. Il travailla par la suite dans la fonction publique à Trois-Rivières et fut bénévole pour l'Union catholique des cultivateurs et le club Renaissance.
Il est décédé le 16 octobre 1975 à Trois-Rivières.